# Dr. Dre Presents the Aftermath
Dr. Dre Presents: The Aftermath is een compilatiealbum geproduceerd en uitgebracht door de Amerikaanse rapper en producer Dr. Dre. Het album werd uitgebracht op 21 november 1996, een week na de release van de eerste single, "East Coast, West Coast, Killas" met Group Therapy. Het album is Dre's eerste release na het verlaten van Death Row Records, en was de eerste release op zijn toenmalige nieuw opgerichte Aftermath Entertainment. Ondanks het feit dat het album platina werd gecertificeerd, ontving het gemengde beoordelingen en was niet onder de meer commercieel succesvolle releases. Het album werd later gevolgd door de tweede single, de Dr. Dre solo track "Been There, Done That".

## Tracklist
| #  | Titel                             | Artiesten                                               |
| -- | --------------------------------- | ------------------------------------------------------- |
| 1  | "Aftermath" (intro)               | RC and Sid McCoy                                        |
| 2  | "East Coast, West Coast, Killas"  | Group Therapy - B-Real, KRS-One, Nas, RBX - met Dr. Dre |
| 3  | "Shittin' on the World"           | D-Ruff, Hands-On and Mel-Man                            |
| 4  | "Blunt Time"                      | RBX                                                     |
| 5  | "Been There, Done That"           | Dr. Dre                                                 |
| 6  | "Choices"                         | Kim Summerson                                           |
| 7  | "As the World Keeps Turning"      | Cassandra McCowan, Mike Lynn, Flossy P and Stu-B-Doo    |
| 8  | "Got Me Open"                     | Hands-On met Dr. Dre                                    |
| 9  | "Str-8 Gone"                      | King Tee                                                |
| 10 | "Please"                          | Maurice Wilcher and Nicole Johnson                      |
| 11 | "Do 4 Love"                       | Jheryl Lockhart                                         |
| 12 | "Sexy Dance"                      | Cassandra McCowan, Jheryl Lockhart and RC               |
| 13 | "No Second Chance"                | Who'z Who                                               |
| 14 | "L.A.W. (Lyrical Assault Weapon)" | Sharief                                                 |
| 15 | "Nationowl"                       | Nowl                                                    |
| 16 | "Fame"                            | Jheryl Lockhart, King Tee and RC                        |